# Día de Leif Erikson
El Día de Leif Erikson es una celebración anual que tiene lugar el 9 de octubre. Honra a Leif Erikson, el explorador nórdico que condujo a los primeros europeos que pisaron la Norteamérica continental (al margen de Groenlandia).

## Historia
El libro de 1874 América no descubierta por Colón, del noruego-americano Rasmus B. Anderson, ayudó a popularizar la idea de que los vikingos fueron los primeros europeos en el Nuevo Mundo, idea de la que se encontraron evidencias en 1960. Durante su aparición en el Centenario Nórdico-Americano en la Feria del Estado de Minesota en 1925, el presidente Calvin Coolidge reconoció a Leif Erikson como el descubridor de América gracias a las investigaciones de académicos noruego-americanos como Knut Gjerset y Ludvig Hektoen. En 1929, Wisconsin se convirtió en el primer estado de los Estados Unidos en adoptar oficialmente el Día de Leif Erikson como día festivo estatal, gracias en gran parte a los esfuerzos de Rasmus Anderson. En 1931, Minesota también lo hizo. Gracias a los esfuerzos de la Asociación en Memoria de Leif Erikson de Saskatchewan, la Asamblea Legislativa de Saskatchewan proclamó —mediante una orden del Consejo en 1936— que el Día de Leif Ericsson se observaría el 9 de octubre. Para 1956, el Día de Leif Erikson se había convertido en una observancia oficial en siete estados estadounidenses (Wisconsin, Minesota, Dakota del Sur, Illinois, Colorado, Washington y California) y en una provincia canadiense (Saskatchewan).
En 1963, el senador Hubert Humphrey y el representante John Blatnik, ambos de Minesota, presentaron proyectos de ley para observar el Día de Leif Erikson en todo el país. El 2 de septiembre de 1964, el Congreso de los Estados Unidos autorizó por unanimidad y pidió al presidente que creara la observancia mediante una proclamación anual. Lyndon B. Johnson lo hizo ese año, como lo ha hecho cada presidente en los años posteriores, utilizando a menudo la proclamación para elogiar las contribuciones de los estadounidenses de ascendencia nórdica en general y el espíritu de descubrimiento.
Se han presentado proyectos de ley en el Parlamento de Canadá para observar el Día de Leif Erikson.

## Fecha
El 9 de octubre no está asociado con ningún evento en particular en la vida de Leif Erikson. La fecha fue elegida porque el barco Restauration procedente de Stavanger, Noruega, llegó al puerto de Nueva York el 9 de octubre de 1825, iniciando una ola de inmigración de Noruega a América.

## Observancia
Además de la observancia federal, algunos estados de Estados Unidos conmemoran oficialmente el Día de Leif Erikson. Se celebra en muchas comunidades, en particular en el Alto Medio Oeste y en otros lugares donde se asentó un gran número de personas de los países nórdicos. Se ha observado durante mucho tiempo en Seattle (Washington). En 2012, el día se hizo oficial en Las Vegas (Nevada). Westby (Wisconsin) y Norway (Míchigan) han celebrado festivales cercanos al día. Ha habido conmemoraciones canadienses, incluyendo en Edmonton (Alberta) y Charlottetown en la isla del Príncipe Eduardo. El día también se celebra en Islandia.